# 藤槐
藤槐（学名：Bowringia callicarpa）为豆科藤槐属下的一个种。